# Максікаси
Максіка́си (рос. Максикасы, чув. Макçикасси) — присілок у Чувашії Російської Федерації, у складі Москакасинського сільського поселення Моргауського району.
Населення — 17 осіб (2010; 27 в 2002, 66 в 1979; 66 в 1939, 66 в 1926, 51 в 1897, 19 в 1858).

## Історія
Історична назва — Максі-каси. Утворився як виселок присілку Великі Сесмери (Сесмери), потім як околоток села Сундир (Великий Сундир). До 1866 року селяни мали статус державних, займались землеробством, тваринництвом, виробництвом одягу та шкіри. 1933 року утворено колгосп «Соціалізм». До 1920 року присілок перебував у складі Татаркасинської волості Козьмодемьянського, а до 1927 року — Чебоксарського повіту. 1927 року присілок переданий до складу Татаркасинського району, 1939 року — до складу Сундирського, 1962 року — до складу Чебоксарського, 1964 року — до складу Моргауського району.